# Veikkausliiga 2019
De Veikkausliiga 2019 (mannen) was het 30e seizoen van de Veikkausliiga, de hoogste Finse profvoetbal competitie. Hierin werd gestreden om het 89e landskampioenschap voetbal. Het seizoen begon op 3 april en eindigt op 3 november 2019. HJK Helsinki begon als titelhouder aan het seizoen. In het voorgaande seizoen degradeerde PS Kemi rechtstreeks uit de competitie, gevolgd door TPS Turku door de play-offs om promotie en degradatie te verliezen. Daarvoor in de plaats kwamen HIFK Helsinki (dat kampioen was geworden van de Ykkönen) en KPV Kokkola.
Door op de laatste speeldag met 0-2 te winnen van Inter Turku, op dat moment de nummer twee van de competitie met slechts twee punten achterstand, slaagde KuPS Kuopio er na 43 jaar weer in kampioen van Finland te worden. Topscorer werd Filip Valenčič met 16 doelpunten, waarvan 1 rake strafschop.

## Nieuwe competitieopzet
{Met ingang van het seizoen 2019 heeft de Veikkausliiga een nieuw competitieformaat aangenomen. Het seizoen begint met het reguliere seizoen waarin alle teams elkaar twee keer treffen. De beste zes teams van het reguliere seizoen kwalificeerden zich voor de Kampioensronde. Deze bepaalt wie zich kroont tot kampioen en verdeelt de startbewijzen voor Europees voetbal. De onderste zes teams gaan door naar de Degradatieronde. Het beste team van de Degradatieronde zal in een play-offs toernooi spelen tegen de nummer vier, vijf en zes uit de Kampioensronde. De winnaar daarvan speelt in een laatste reeks tegen het 3e beste team uit de Kampioensronde. De laatste UEFA Europa League-kwalificatieplaats gaat naar de winnaar van die laatste reeks.
Het onderste team uit de Degradatieronde degradeert rechtstreeks naar de Ykkönen, en het voorlaatste team speelt in een degradatie play-off reeks tegen het 2e beste team van de Ykkönen.}

## Teams
| Team          | Plaats    | Oprichtingsjaar | Stadion                 | Capaciteit |
| ------------- | --------- | --------------- | ----------------------- | ---------- |
| FC Honka      | Espoo     | 1975            | Tapiolan Urheilupuisto  | 6,000      |
| FC Inter      | Turku     | 1990            | Veritas Stadion         | 10,000     |
| FC Lahti      | Lahti     | 1996            | Lahden Stadion          | 15,000     |
| HIFK          | Helsinki  | 1897            | Telia 5G -areena        | 10,770     |
| HJK           | Helsinki  | 1907            | Telia 5G -areena        | 10,770     |
| IFK Mariehamn | Mariehamn | 1919            | Wiklöf Holding Arena    | 4,000      |
| Ilves         | Tampere   | 1931            | Tammelan Stadion        | 5,040      |
| KPV           | Kokkola   | 1930            | Kokkolan Keskuskenttä   | 2,000      |
| KuPS          | Kuopio    | 1923            | Savon Sanomat Areena    | 5,000      |
| RoPS          | Rovaniemi | 1950            | Rovaniemen keskuskenttä | 4,000      |
| SJK           | Seinäjoki | 2007            | OmaSP Stadion           | 6,000      |
| VPS           | Vaasa     | 1924            | Elisa Stadion           | 6,000      |

## Eindstand
De reguliere competitie werd beëindigd na 22 wedstrijden, waarna er een Kampioenspoule en Degradatiepoule werd geformeerd van vijf onderlinge wedstrijden.

### Kampioenspoule
| N  | Club              | WG | W  | G  | V  | DV | DT | +/- | Punten |
| -- | ----------------- | -- | -- | -- | -- | -- | -- | --- | ------ |
| 1  | KuPS              | 27 | 15 | 8  | 4  | 46 | 24 | +22 | 53     |
| 2  | FC Inter Turku    | 27 | 15 | 3  | 9  | 42 | 29 | +13 | 48     |
| 3  | FC Honka          | 27 | 14 | 5  | 8  | 41 | 29 | +12 | 47     |
| 4  | FC Ilves          | 27 | 13 | 8  | 6  | 34 | 25 | +9  | 47     |
| 5  | HJK Helsinki      | 27 | 9  | 10 | 8  | 33 | 29 | +4  | 37     |
| 6  | IFK Mariehamn     | 27 | 9  | 5  | 13 | 31 | 34 | -3  | 32     |
| -  | (Degradatiepoule) | -  | -  | -  | -  | -  | -  | -   | -      |
| 7  | HIFK              | 27 | 10 | 9  | 8  | 37 | 34 | +3  | 39     |
| 8  | FC Lahti          | 27 | 9  | 9  | 9  | 29 | 36 | -7  | 36     |
| 9  | SJK               | 27 | 7  | 9  | 11 | 18 | 29 | -11 | 30     |
| 10 | RoPS              | 27 | 8  | 6  | 13 | 23 | 35 | -12 | 30     |
| 11 | KPV Kokkola       | 27 | 7  | 4  | 16 | 32 | 47 | -15 | 25     |
| 12 | VPS Vaasa         | 27 | 3  | 10 | 14 | 30 | 45 | -15 | 19     |

### Topscorers
| N | Speler              | Club        | Goals | Pen. | Duels | Gem |
| - | ------------------- | ----------- | ----- | ---- | ----- | --- |
| 1 | Filip Valenčič      | Inter Turku | 16    |      | 27    |     |
| 2 | Lauri Ala-Myllymäki | FC Ilves    | 12    |      | 24    |     |
| 3 | Borjas Martín       | FC Honka    | 12    |      | 28    |     |
| 4 | Erikson Carlos      | HIFK        | 10    |      | 26    |     |
| 5 | Timo Furuholm       | Inter Turku | 10    |      | 25    |     |

### Nederlanders
Onderstaande Nederlandse voetballers kwamen in het seizoen 2019 uit in de Veikkausliiga
| Naam             | Club          | Duels | Goals |
| ---------------- | ------------- | ----- | ----- |
| Daan Klinkenberg | Inter Turku   | 23    | 1     |
| Rick Ketting     | IFK Mariehamn | 29    | 4     |
| Robin Buwalda    | IFK Mariehamn | 27    | 1     |
| Tarik Kada       | RoPS          | 13    | 0     |
| Erik Bakker      | FC Honka      | 1     | 0     |

Nationale competities:
Albanië · Andorra · Armenië · België · Bosnië en Herzegovina · Bulgarije · Cyprus · Denemarken · Duitsland · Engeland · Estland ('18 '19) · Faeröer ('18 '19) · Finland ('18 '19) · Frankrijk · Gibraltar · Griekenland · Hongarije · IJsland ('18 '19) · Ierland ('18 '19) · Israël · Italië · Kazachstan ('18 '19) · Kroatië · Letland ('18 '19) · Litouwen ('18 '19) · Luxemburg · Macedonië · Malta · Moldavië ('18 '19) · Montenegro · Nederland · Noord-Ierland · Noorwegen ('18 '19) · Oekraïne · Oostenrijk · Polen · Portugal · Roemenië · Rusland · San Marino · Schotland · Servië · Slovenië · Slowakije · Spanje · Tsjechië · Turkije · Wales · Zweden ('18 '19) · Zwitserland
Europese competities: Super Cup 2018 · Champions League · Europa League
1990 ·
1991 ·
1992 ·
1993 ·
1994 ·
1995 ·
1996 ·
1997 ·
1998 ·
1999 ·
2000 ·
2001 ·
2002 ·
2003 ·
2004 ·
2005 ·
2006 ·
2007 ·
2008 ·
2009 ·
2010 ·
2011 ·
2012 ·
2013 ·
2014 ·
2015 ·
2016 ·
2017 ·
2018 ·
2019 ·
2020 ·
2021 ·
2022 ·
2023 ·
2024 ·